# The Series Finale
"The Series Finale" (no Brasil, "O Grande Final") é o nono e último episódio da minissérie de televisão americana, WandaVision, baseado nos personagens Wanda Maximoff / Feiticeira Escarlate e Visão da Marvel Comics. Segue Wanda enquanto ela tenta proteger a vida suburbana idílica e a família que ela criou para si mesma na cidade de Westview. O episódio se passa no Universo Cinematográfico Marvel (UCM), dando continuidade aos filmes da franquia. Foi escrito por Jac Schaeffer e dirigido por Matt Shakman.
Elizabeth Olsen e Paul Bettany reprisam seus respectivos papéis como Wanda Maximoff e Visão da série de filmes, estrelando ao lado de Debra Jo Rupp, Teyonah Parris, Evan Peters, Randall Park, Kat Dennings e Kathryn Hahn. Schaeffer foi contratado em janeiro de 2019 para atuar como redator principal da série, como Matt Shakman se juntando à série em agosto de 2019. As filmagens aconteceram na área metropolitana de Atlanta, incluindo no Pinewood Atlanta Studios, e em Los Angeles.
"The Series Finale" foi lançado na Disney+ em 5 de março de 2021. Os críticos elogiaram as performances do episódio, os efeitos visuais e a recompensa do arco emocional da temporada, mas tiveram reações mistas ao clímax mais voltado para a ação e à revelação do personagem de Peters.

## Enredo
Agatha Harkness tenta pegar a magia do caos de Wanda Maximoff, mas é interrompida por Visão branco, que aflige Wanda. O Visão branco da S.W.O.R.D. segue as ordens do diretor Tyler Hayward para eliminá-la e tenta matá-la, mas é frustrado pelo Visão fictício de Wanda, que se junta à família em uma luta contra Agatha. Os dois Visãos lutam em Westview enquanto Agatha liberta os residentes de seus papéis de sitcom. Eles se voltam contra Wanda, que começa a abrir a barreira para permitir que eles escapem. Hayward entra furtivamente com vários agentes da S.W.O.R.D..
Enquanto isso, Monica Rambeau é capturada por "Pietro Maximoff", mas remove um colar mágico que Agatha usava para controlá-lo, revelando sua verdadeira identidade como ator Ralph Bohner. Enquanto o controle de Wanda sobre a barreira começa a diminuir, seu Visão e seus filhos Billy e Tommy começam a se desintegrar, forçando Wanda a fechar a barreira antes de dominar Agatha com visões dos julgamentos de bruxas de Salem. Agatha ganha controle da ilusão de Wanda e força Wanda a desistir de sua magia. Usando seus poderes recém-desenvolvidos, Monica salva Billy e Tommy de Hayward, que é detido por Darcy Lewis.
Visao da Wanda derrota O Visão branco restaurando suas memórias, e este último parte de Westview. Conforme Wanda transfere sua magia, ela cria runas mágicas ao redor da barreira para tirar Agatha de seus poderes e prendê-la permanentemente dentro de Westview como "Agnes", tornando-se a Feiticeira Escarlate no processo. A família volta para casa quando Wanda derruba a barreira, colocando seus filhos na cama e se despedindo de Visão, que a assegura que de alguma forma eles se verão novamente um dia desde que se despediram antes, conforme ele desaparece junto com sua casa. Depois de fazer as pazes com Monica, Wanda se esconde.
Em uma cena no meio dos créditos, Hayward é preso por adulterar evidências e Monica é informada por um Skrull disfarçado de agente do FBI que uma amiga de sua mãe Maria quer conhecê-la.
Em uma cena pós-crédito, Wanda está vivendo em uma cabana remota, enquanto sua forma astral estuda o Darkhold quando de repente ouve os seus filhos pedindo ajuda.

## Produção

### Desenvolvimento
Em outubro de 2018, a Marvel Studios informou que estava desenvolvendo uma série limitada estrelando Wanda Maximoff de Elizabeth Olsen e Visão de Paul Bettany dos filmes do Universo Cinematográfico da Marvel (UCM). Em agosto de 2019, Matt Shakman foi contratado para dirigir a minissérie. Shakman e o redator principal Jac Schaeffer são produtores executivos ao lado de Kevin Feige, Louis D'Esposito e Victoria Alonso da Marvel Studios. Feige descreveu a série como parte de uma "sitcom clássica", uma parte "épica da Marvel", homenageando muitas eras de sitcoms americanas. Bettany também descreveu o final como uma colisão épica. O nono episódio, intitulado "The Series Finale", foi escrito por Schaeffer.

### Roteiro
Muitos dos elementos do episódio eram conhecidos desde o início, como o adeus final entre Wanda e Vision antes que este desaparecesse após colocar Billy e Tommy, as lutas entre os dois Visões, Wanda e Agatha, e que os personagens coadjuvantes teriam algum papel jogar; algumas partes foram incluídas na proposta inicial de Schaeffer para a série. Partes adicionais foram concebidas ou desenvolvidas dependendo do que serviria à história e às limitações de produção. O hiato não intencional que a produção experimentou por causa da pandemia de COVID-19 permitiu que Schaeffer "afinasse" a "lógica" do episódio, com grande parte da ação e ajustes de cenários. A sequência em que Wanda sufoca os residentes de Westview foi originalmente concebida como "um tipo de ataque de zumbi", antes de ser alterada para um ataque verbal dos residentes.Shakman disse que o papel de Monica Rambeau no episódio também estava mudando constantemente, com algumas versões dando a ela um papel maior na luta final.
Bettany retrata tanto Visão, criado por Wanda dentro do hex, quanto O Visão, o personagem original, agora colorido de branco. Bettany diferenciou as duas versões tornando O Visão familiar e intimidante. Ele acrescentou que estava "com medo" de se aproximar de O Visão porque o personagem tinha um arco curto com uma "grande virada" nele. Schaeffer sabia que a luta entre os dois Visões terminaria em uma batalha lógica, com a escritora da série, Megan McDonnell, concebendo a conversa do Navio de Teseu. O momento em que Wanda é confrontada pelos residentes de Westview foi uma cena chave para o episódio. Shakman acreditou que Agatha Harkness notou a Wanda que "heróis não torturam pessoas" foi um "grande momento" para o episódio, dando algo para Wanda contemplar. Kathryn Hahn não viu Agatha Harkness sendo forçada a voltar à sua persona "Agnes" como punição, pois ela acreditava que Agatha estava inquieta e solitária por um longo tempo, e isso permitiria que ela relaxasse e continuasse a formar as companhias que fazia alguns dos residentes de Westview. No final do episódio, a "caminhada da vergonha" de Wanda pela cidade foi concebida "para ser como um assalto de olhares mortais das pessoas", com Feige solicitando mais daquele momento para que o público pudesse "entender que o que ela fez foi terrível" Schaeffer observou que Wanda provavelmente enfrentaria "acertos finais" por suas ações, e nunca quis terminar a série de uma forma que as ações de Wanda pudessem ser facilmente perdoadas. Schaeffer acreditava que a série terminou de uma forma para Wanda "dizer adeus em seus próprios termos" para que ela "processasse tudo o que ela passou e alcance a aceitação".
Olsen disse que o episódio foi "uma partida completa" para a aparição de Wanda em Doctor Strange in the Multiverse of Madness (2022); a cena pós-crédito do episódio mostra Wanda como a Feiticeira Escarlate usando sua forma astral para estudar o Darkhold a respeito de seus poderes. Schaeffer gostou da dualidade da cena, mostrando Wanda "ruminando e refletindo" enquanto sua forma astral estava "funcionando em um nível que ainda não entendemos". Olsen observou que foi discutido se a cena deveria incluir Wanda ouvindo seus filhos ou não. Andi Ortiz do TheWrap disse que esta cena parecia improvável que Wanda se tornasse uma vilã no filme, já que ela estava tentando controlar seus poderes, mas preferia trabalhar com Stephen Strange, que poderia ajudar ainda mais com seu poder. Chancellor Agard, da Entertainment Weekly, interpretou a cena de forma oposta, acreditando que Wanda estava se voltando "para o lado ruim" para procurar seus filhos dentro do multiverso, o que a colocaria em conflito com Strange. Sobre a aparência do Darkhold, Schaeffer disse que não houve "grandes conversas" entre os escritores sobre sua aparição nas séries da Marvel Television, como Agents of S.H.I.E.L.D. onde tinha um design diferente. Thomas Bacon da ScreenRant sentiu que ter o Darkhold aparecendo tornou a série da Marvel Television redundante e foi um passo para descartar algumas das escolhas criativas dessas séries. Ambas as cenas de crédito do episódio foram concebidas no início do processo, com a co-produtora executiva Mary Livanos observando que as cenas estavam "constantemente iterando" ao longo do processo e sendo discutidas com as equipes criativas do Doctor Strange in the Multiverse of Madnes e do 'Captain Marvel 2 (2022).

### Elenco
O episódio é estrelado por Elizabeth Olsen como Wanda Maximoff / Feiticeira Escarlate, Paul Bettany como Visão e O Visão, Debra Jo Rupp como Sharon Davis, Teyonah Parris como Monica Rambeau, Evan Peters como Ralph Bohner / "Pietro Maximoff", Randall Park como Jimmy Woo, Kat Dennings como Darcy Lewis e Kathryn Hahn como Agatha Harkness / "Agnes". Também estrelando no episódio estão com Julian Hilliard como Billy e Jett Klyne como Tommy, filhos de Wanda e Visão, Josh Stamberg como o diretor da S.W.O.R.D. Tyler Hayward, Asif Ali como Abilash Tandon Emma Caulfield Ford como Sarah Proctor, Jolene Purdy como Isabel Matsueda, David Payton como John Collins, David Lengel como Harold Proctor, Amos Glick como entregador de pizza, Selena Anduze como a agente da S.W.O.R.D. Rodriguez, Kate Forbes como Evanora Harkness e Lori Livingston como a agente Skrull.

### Filmagens e efeitos visuais
As filmagens no estúdio ocorreram no Pinewood Atlanta Studios em Atlanta, Geórgia, com direção de Shakman, e Jess Hall servindo como diretor de fotografia. As filmagens também aconteceram na área metropolitana de Atlanta, com backlot e filmagens ao ar livre ocorrendo em Los Angeles quando a série retomou a produção após um hiato devido à pandemia de COVID-19 A cena do meio do crédito foi filmada no último dia de filmagem.
Shakman originalmente filmou uma sequência em que Monica, Ralph e Darcy se encontram com Billy e Tommy na casa de Agatha e tentam roubar o Darkhold do porão. O coelho de estimação de Agatha, Señor Scratchy, teria passado por uma transformação "Um Lobisomem Americano em Londres" em um demônio na cena, levando a uma perseguição no estilo Goonies. Shakman achou que essa era uma sequência ótima e divertida, mas ele a cortou do episódio porque era um grande desvio da trama. Alguns trabalhos de efeitos visuais foram concluídos antes de a cena ser cortada. Dennings deveria aparecer mais no episódio, no entanto, devido aos atrasos que ocorreram nas filmagens devido à pandemia de COVID-19, ela não foi capaz de retornar para a parte das filmagens de Los Angeles.
Os efeitos visuais para o episódio foram criados por The Yard VFX, Industrial Light & Magic, Rodeo FX, Monsters Aliens Robots Zombies, Framestore, Cantina Creative, Perception, Rise FX, Digital Domain, e SSVFX.

### Música
A trilha sonora do episódio foi lançada digitalmente pela Marvel Music e Hollywood Records em 12 de março de 2021, apresentando a trilha do compositor Christophe Beck. "Reborn" faz referência ao tema de Michael Giacchino de Doctor Strange (2016).
| N.º            | Título                    | Duração |  |
| 1.             | "Not a Witch"             | 1:58    |  |
| 2.             | "Surrender Your Magic"    | 3:26    |  |
| 3.             | "We Feel Your Pain"       | 2:38    |  |
| 4.             | "I Am Vision"             | 3:07    |  |
| 5.             | "Unintended Consequences" | 1:53    |  |
| 6.             | "Born For It"             | 2:12    |  |
| 7.             | "I Want More"             | 3:22    |  |
| 8.             | "Home Again"              | 3:43    |  |
| 9.             | "Stand Down"              | 1:49    |  |
| 10.            | "Ascendant"               | 2:41    |  |
| 11.            | "What Am I"               | 5:12    |  |
| 12.            | "Now Leaving Westview"    | 2:44    |  |
| 13.            | "Reborn"                  | 1:21    |  |
| Duração total: | Duração total:            | 36:06   |  |

## Distribuição
A Marvel fez parceria com o chef Justin Warner para lançar uma receita para Westview Finale Snack Mix que representaria muitos elementos da série misturados para o episódio final. Após o lançamento do episódio, a Marvel anunciou mercadorias inspiradas no episódio como parte de sua promoção semanal "Marvel Must Haves" para cada episódio da série, incluindo roupas, brinquedos, acessórios, maquiagem e joias.

## Lançamento
"The Series Finale" foi lançado na Disney+ em 5 de março de 2021. Após o lançamento do episódio à meia-noite (PST), a Disney+ passou por dificuldades técnicas, principalmente na costa oeste dos Estados Unidos, devido ao afluxo de espectadores que tentaram assistir ao episódio no momento foi lançado. Os problemas afetaram apenas cerca de 2.300 usuários.

## Recepção

### Resposta da crítica
O site de agregador de críticas, Rotten Tomatoes, relatou uma taxa de aprovação de 86% com uma pontuação média de 7.76/10 com base em 26 resenhas. O consenso crítico do site disse: ""The Series Finale" implode a intimidade da WandaVision em favor de explosões MCU maiores e, embora possa não ser o final que alguns fãs esperavam, oferece migalhas de pão suficientes para manter todos adivinhando sobre o futuro do multiverso."
Abraham Riesman do Vulture disse: "Fiquei impressionado com o quão bem os criadores me jogaram no final. O esboço geral da conclusão, em sua maior parte, poderia ter sido facilmente previsto desde o início do show, mas mesmo que eles permaneceu dentro das linhas temáticas padrão e introduziu um monte de socos e explosões idiotas, e embora os primeiros sete episódios tenham variados graus de 'meh' ... eles na maior parte conseguiram parar ". Na conclusão da série, Riesman sentiu que a WandaVision era sobre "como é estar apaixonado no fim do mundo"; ele deu ao episódio 4 de 5 estrelas. Escrevendo para Den of Geek, Rosie Knight afirmou: "na maior parte, Matt Shakman e Jac Schaeffer fazem um trabalho sólido de amarrar as muitas pontas soltas. Embora o ritmo possa ser um pouco frenético às vezes, na hora em que os créditos começam –E as deliciosas cenas pós-créditos surpreendem – você provavelmente se sentirá muito satisfeito com esta conclusão experimental e emocional para um show que foi ambas as coisas durante seus melhores momentos." Knight acrescentou que a cena entre Visão e Visão Branca tendo um debate filosófico foi uma das melhores do MCU e da série.
Dando ao final um 7 de 10, Matt Purslow da IGN disse: "O final da série é ao mesmo tempo inesperado e exatamente o que muitos previram, usando um nível surpreendente de escuridão fora de alcance para colocar uma picada em um que de outra forma seria ligeiramente agridoce conto... apesar de um pouco de irregularidade, o feitiço de WandaVision se mantém até os momentos finais, tornando a última saída agradável com um casal maravilhosamente incomum. "Purslow falou ao revelar que "Pietro" era apenas uma pessoa chamada Ralph Bohner, dizendo que usar Peters no papel e prolongar o mistério parecia "algo como um truque injusto da Marvel ... como se o investimento de fãs nos vários mundos da Marvel foi aproveitado para criar entusiasmo sem retorno algum "; ele comparou ao toque do mandarim em Homem de Ferro 3 (2013) "mas sem a diversão real". Ele também sentiu que Monica, Darcy e Jimmy foram subutilizados no episódio, com as histórias de Darcy e Jimmy sem conclusões adequadas, e gostou da exibição completa de Wanda se abraçando como a Feiticeira Escarlate. Escrevendo para The A.V. Club, Stephen Robinson deu a "The Series Finale" um "B", no qual ele chamou de "um episódio final comovente que chega com apenas alguns passos em falso". Embora ele tenha gostado da batalha final entre Wanda e Agatha, particularmente a cena da "cena durona", quando Wanda ganha a vantagem, Robinson esperava por motivações "mais complexas" de Agatha do que "simplesmente desejar o poder pelo poder, e sentir menos pelo de Hahn retrato fundamentado, o personagem havia se "transformado em um vilão grandioso da Disney". Robinson sentiu que a ação do episódio foi "supérflua" e a "parte mais fraca" e, ao contrário de Purslow, não se importou em revelar que o papel de Peters não acabou sendo mais substancial. Por outro lado, ele chamou a não revelação de "Dottie" era uma mulher chamada Sarah no início da série, quando outros residentes de Westview foram identificados como "uma trapaça", já que ela desempenhou um papel importante no sitcom da WandaVision durante "Don't Touch That Dial". Robinson chamou de" revigorante "o fato de" não ter aparecido na série "nenhuma décima primeira hora, nada de ruim no último minuto" e estava animado com a perspectiva de ver Hahn retornar ao personagem como "um imprevisível contraste ao estilo Loki" para Wanda.
Alan Sepinwall, revisando o final para a Rolling Stone disse "WandaVision termina muito no território MCU, um pouco para o bem e mais para o mal". Sepinwall continuou, o episódio "parece bom, e tem alguns bons momentos emocionais. Mas onde tanto da série que levou a este ponto parecia um projeto de paixão para todos os envolvidos, muito da conclusão parecia obrigatória, como se o mandato fosse para voltar à fórmula e garantir que Wanda e Monica Rambeau estão prontos para suas próximas aparições, respectivamente, nos próximos filmes do DOutor Estranho e da Capitã Marvel. " Ele sentiu que os personagens secundários, como Monica, Jimmy Woo e Darcy Lewis, eram em grande parte desnecessários, apenas uma parte da série para "fazer a história parecer ligada ao MCU", mas admitiu que seus problemas com o episódio podem não ser tão fortes se o espectador assistisse à série consecutivamente, não depois de uma semana de espera desde o episódio anterior. Chancellor Agard teve sentimentos mistos sobre o episódio, em sua crítica para a Entertainment Weekly. Agard sentiu que Shakman e Schaeffer garantiram "os momentos que pretendiam nos lembrar que essa história era sobre luto ressonou", apontado especificamente para a cena em que Agatha libera os residentes de Westview do controle de Wanda. Ele também gostou do adeus de Wanda e Vision, antes que a Hex fosse desfeita, e do fato de Peters aparecer na série ser "uma peça muito divertida de elenco de dublês". Por outro lado, ele sentiu que o episódio, ao qual deu um "B−", sofreu com o clichê do filme de super-heróis de problemas com seus atos finais, pensando que as apostas emocionais da série se perderam no espetáculo das lutas. Por exemplo, Agard observou o quanto do diálogo de Hahn foi expositivo entre suas explosões de energia e, no final do episódio, ele não estava claro "quem era Agatha, além do fato de que ela estava com fome de poder", e não gostou que o as lutas eram os heróis contra reflexos malignos de si mesmos. O colega de Agard, Christian Holub, gostou da luta entre a Visão e a Visão Branca mais do que Agard por causa da apresentação do tropo "você vs. sua sombra". Holub sentiu o mesmo que Agard em relação a Agatha no episódio, mas gostou de Wanda forçando-a a ficar em Westview como "Agnes", comparando o resultado ao final da série de animação Avatar: The Last Airbender.

### Elogios
Hahn foi nomeada "Performer da Semana" da TVLine na semana de 1º de março de 2021, por sua atuação neste episódio. O site notou que Hahn vinha recebendo elogios por sua atuação na série desde o primeiro episódio, chamando sua aclamação de "bem atrasada", depois de ser a "arma secreta" em séries de comédia anteriores. Neste episódio, TVLine sentiu Hahn "saboreando cada momento" de ser um vilão, com uma performance que "transbordava de alegria perversa" e uma gargalhada de bruxa "de primeira". O site sentiu que a cena final era o "melhor trabalho" de Hahn da série, observando sua atuação da Agatha presa como Agnes "não tinha a alegria anterior de Agnes, nem carregava a gravidade de Agatha no auge de seus poderes".